# Научно-исследовательский физико-технический институт
Научно-исследовательский физико-технический институт (НИФТИ) — научно-исследовательское и научно-образовательное подразделение Нижегородского государственного университета имени Н. И. Лобачевского.
Образован 8 августа 1930 года на базе бывшей Нижегородской радиолаборатории (впоследствии Центральной радиолаборатории), получил название Горьковский исследовательский физико-технический институт (ГИФТИ). В 1932 году включён в структуру Горьковского государственного университета и получил статус ГИФТИ при ГГУ, с 1990 года стал структурным подразделением Нижегородского государственного университета.
Институт проводит фундаментальные и прикладные научные исследования в области физики полупроводников и диэлектриков, металлов, сплавов, керамик, кристаллов, математического моделирования физических полей и процессов, систем обработки экспериментальных данных.